# قلیان
قَلیان، نام یک ابزار تدخین تنباکو است که با عبور دود از آب برای خنک کردن و تصفیه دود تنباکو، آن را به ریه فرو می‌برند.
این ابزار در خاورمیانه، آسیای مرکزی و شمال آفریقا متداول است. بنابر شواهد موجود، قلیان از ایران به سایر نقاط جهان ازجمله هند و مصر راه یافت.
در کشورهای عربی، به نام «شیشه و نارجیلة» و در کشورهای انگلیسی زبان به نام Hubble bubble و یا Hookah معروف است و در شبه قاره به «حقّه» معروف است. بررسی ۵۴۲ مطالعهٔ علمی در زمینهٔ قلیان نشان می‌دهد که کشیدن یک سر قلیان در مقایسه با یک عدد سیگار، حدوداً ۱۲ برابر بیشتر دود، ۵ برابر بیشتر قیر، ۲ برابر بیشتر نیکوتین و ۲ برابر بیشتر منواکسید کربن وارد بدن می‌کند و به ازای هر ۴۵ دقیقه تا یک ساعت کشیدن قلیان، به اندازه ۵ بسته سیگار، دود وارد بدن انسان می‌کند.

## اجزاء قلیان

سازوکار قلیان

قلیان به صورت سنّتی از چندین جز تشکیل شده که در دانشنامه ایرانی‌ها چنین ذکر شده‌است:
1. بادگیر
2. سرقلیان: محل قرارگیری تنباکو و زغال از جنس سفال
3. میانه: از جنس چوب یا فلز
4. میلاب یا شکاری
5. نی پیچ یا شلنگ
6. کوزه: از جنس فلز، سفال یا شیشه
7. تنباکو

هنگام مکش مصرف‌کننده از شیلنگ قلیان، با کم شدن فشار هوای بالای ظرف آب، دود حاصل از سوختن تنباکو به داخل آب کشیده می‌شود و به سمت شلنگ قلیان می‌رود. این مکانیزم به نوعی مکانیک سیالات است.

## تاریخچه

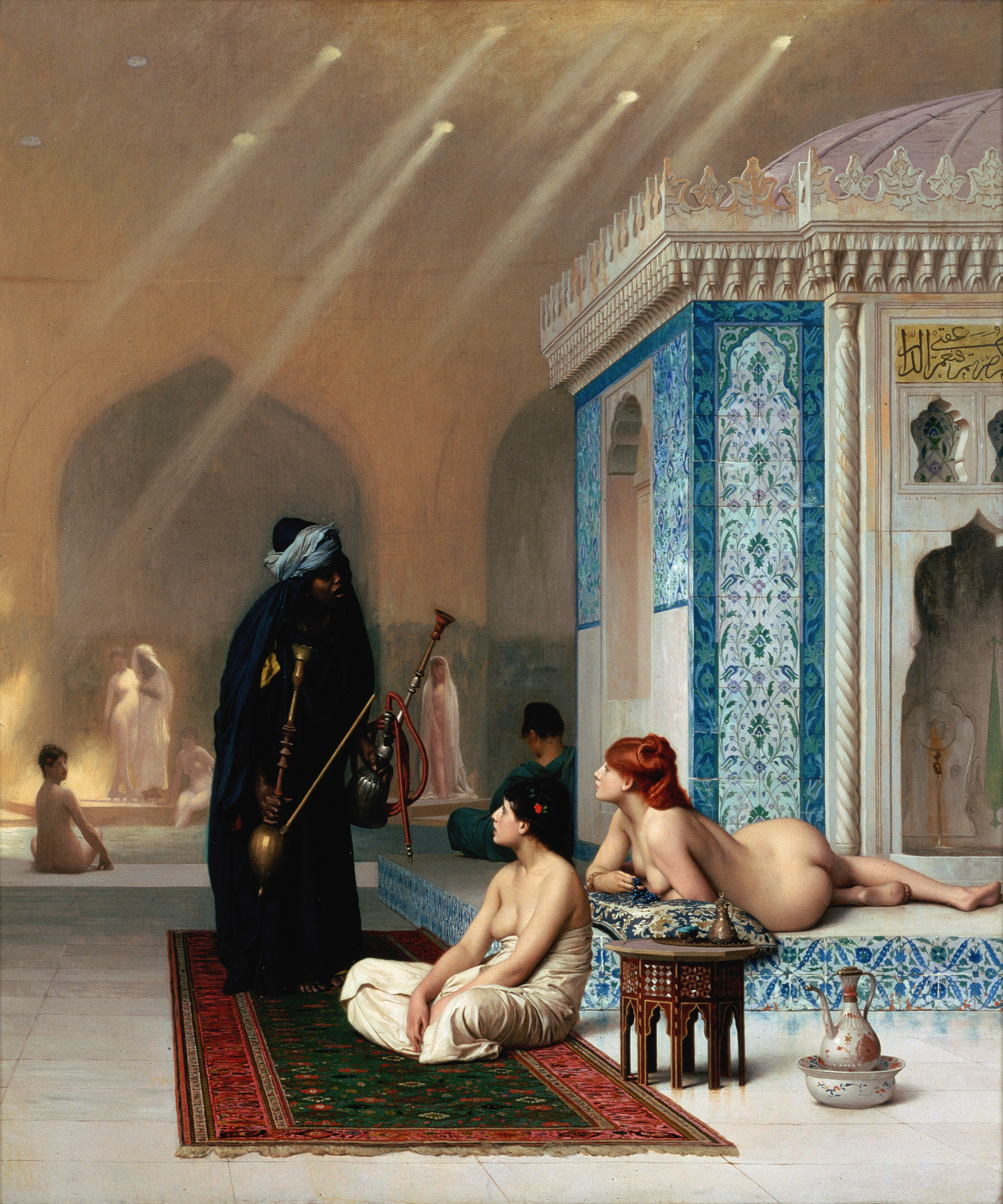
استخرِ حَرم‌سرا، نام اثری است از ژان-لئون ژروم. اثر برده‌ای را در حین خدمت به زنان حَرم‌سرا در حمام حرم‌سرا به تصویر کشیده‌است.

بنا به نوشتهٔ سیریل الگود، «اولین بار ابوالفتح گیلانی (متوفی ۱۵۸۸) پزشک ایرانیِ دربار اکبر اول، سلطان مراغه بود که دودِ تنباکو را از یک ظرف آب عبور داد تا آن را خالص‌تر و سرد نماید و از این طریق قلیان که در شبه قاره به حقّه معروف است را ابداع نمود»، اما از سوی دیگر، یک رباعی از اهلی شیرازی (درگذشته در ۱۵۳۵) به استفاده از قلیان اشاره می‌کند. از این رو، پیشینهٔ استفاده از قلیان را می‌توان حدّاقل به دوران شاه طهماسب یکم صفوی بازگرداند و روایت ابوالفتح گیلانی را می‌توان شاهدی بر معرفی قلیان در شبه قاره هند دانست که در ایران استفاده می‌شده‌است.
در سفرنامه تاورنیه که در زمان سلطنت شاه صفی، شاه عباس دوم و شاه سلیمان مجموعاً ۹ بار به ایران سفر کرد، چنین آمده‌است: «ایرانیان چنان به تنباکو معتادند که ممکن نیست از آن چشم بپوشند. معمولاً نخستین وسیله پذیرایی در هر خانه‌ای قلیان و چای است.»

#### پیشینه

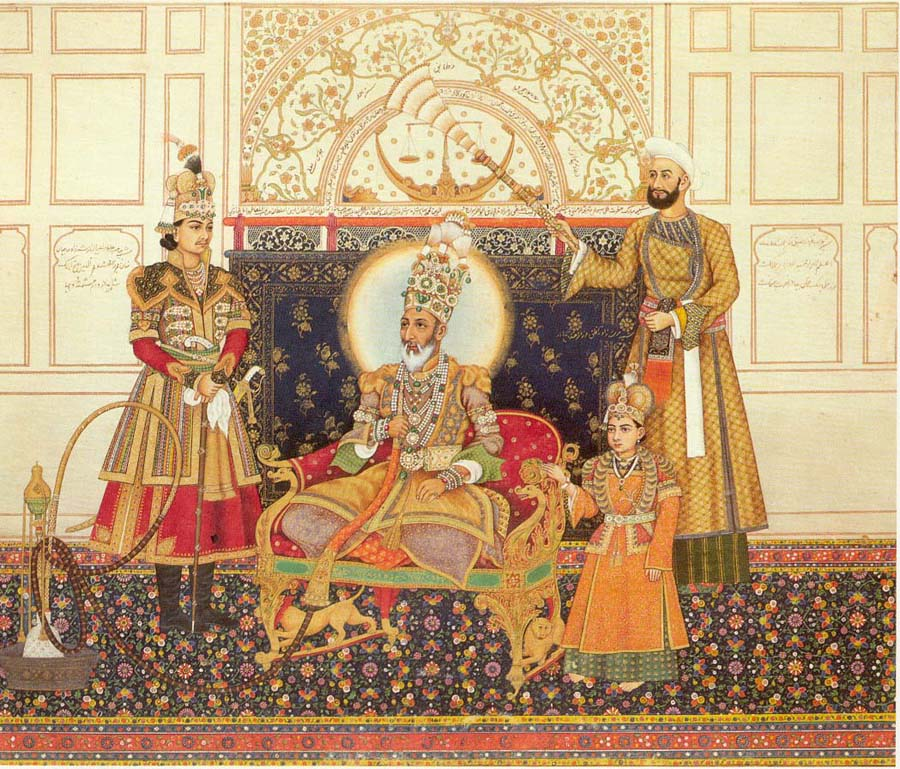
بهادرشاه دوم در حال جلوس بر تخت سلطنتی هندوستان، در حال کشیدن قلیان.

بنا بر دانشنامه ایرانیکا، تاریخ دقیق اولین استفاده از قلیان مشخص نیست. اولین تصویر از قلیانی را که هنرمندان ایرانی کشیده‌اند، احتمالاً تصویر نشمی کماندار کار رضا عباسی، نقاش مشهور دربار شاه عباس بزرگ است که تا اواخر نیمه اول قرن یازدهم هجری می‌زیسته‌است.
سیاحان اروپایی که به ایران سفر کرده‌اند از جمله تاورنیه که در دوران صفویه به ایران آمد به قلیان و کشیدن تنباکو در ایران اشاره کرده‌اند. از جمله وی نوشته‌است که «ایرانیان تنباکو را با دستگاهی کاملاً اختصاصی می‌کشند. در کوزه گلی دهان گشادی به قطر سه انگشت، تنه قلیانی از چوب یا نقره که سوراخی در وسط دارد قرار می‌دهند، و بر سر آن مقدار تنباکوی نم‌دار با کمی آتش می‌گذارند، و در زیر قلیان سوراخ ممتدی است که، در حالی که نفس را بالا می‌کشند، دود تنباکو با شدت از امتداد سوراخ پایین آمده و داخل آب که به رنگهای مختلف می آمی‌زد داخل می‌شود. این کوزه مرتباً تا نصفه آب دارد. دود که در آب است به سطح می‌آید و هنگامی‌که نفس را بالا می‌کشند، از نی قلیان دود به دهان وارد می‌شود. به واسطه آبی که به قلیان می‌ریزند دود تنباکو تصفیه می‌شود و کمتر ضرر می‌رساند. والا با این همه قلیان که می‌کشند، مقاومت برای آنها غیرممکن است. ایرانیان زن و مرد، به طوری از جوانی عادت به کشیدن تنباکو کرده‌اند، که کاسبی که باید روزی پنج شاهی خرج کند، سه شاهی آن را به مصرف تنباکو می‌رسانند. می‌گویند اگر تنباکو نمی‌داشتیم چطور ممکن بود کیف و دماغ داشته باشیم.»

اولئاریوس نیز که در سال ۱۰۴۶ در ایران بوده می‌نویسد «چندین گونه ظرف قلیان در ایران ساخته می‌شد: شیشه‌ای، کوزه‌ای، از جوز هندی (نارگیله) و کدوئی که تا نیمه آب می‌شد و گاهی در آن عطر می‌ریختند». 

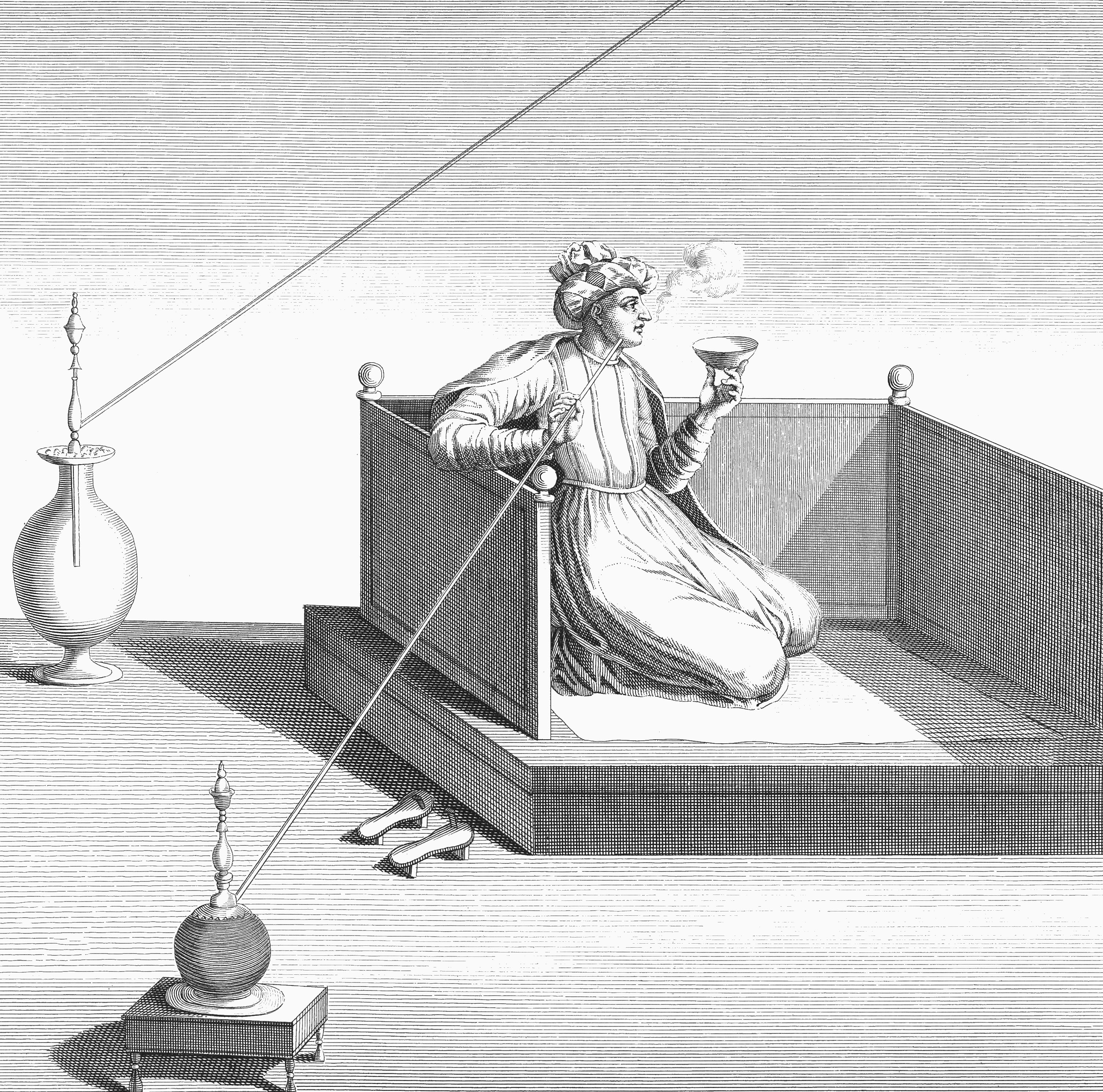
تصویری از کتاب سفرنامه شاردن در زمان شاه سلیمان صفوی

شاردن، دیگر سیاح دوران صفوی، در سفرنامه خود می‌نویسد که شاه عباس بسیار کوشید تا از استعمال قلیان در بین مردم جلوگیری کند. برای این کار، روزی، در مجلس رسمی دستور داد که به جای تنباکو قلیان مهمانان را با پهن چاق کنند، و سپس در حالی که آنان مشغول کشیدن قلیان خود بودند گفت که، این تنباکو را که وزیر همدان برای من فرستاده‌است و ادعا می‌کند که بهترین تنباکوی دنیاست، چگونه است؟ آنان همگی از این تنباکو تعریف کردند. آنگاه شاه خطاب به آنان گفت «مرده شوی چیزی را ببرد که نمی‌توان آن را از پهن تشخیص داد». سرانجام کار، مخالفت شاه عباس بزرگ با تنباکو به تحریم آن منجر شد، و هنگامی که در گرجستان متوجه این موضوع شد که سربازانِ او پول خود را صرف کشیدن تنباکو و توتون می‌کنند آن را غدقن کرد، و تجّاری را که توتون و تنباکو به اردوگاه آورده بودند با تنباکوی خود یک جا سوختند، و سربازانی نیز که مرتکب کشیدن توتون و تنباکو می‌شدند، بینی و لبانشان را می‌بریدند. 
قلیان در دوران قاجار بخشی از ضرورت‌های زندگی بود. اشراف و بزرگان در خانه‌های خود انواع قلیان نگه داری می‌کردند که بعضی‌هایشان جواهرکاری شده بودند. واقعهٔ قیام تنباکو در دوران قاجار در نتیجهٔ فتوایی بود که میرزا حسن شیرازی مبنی بر تحریم مصرف و فروش تنباکو اعلام کرد.

## انواع تنباکو

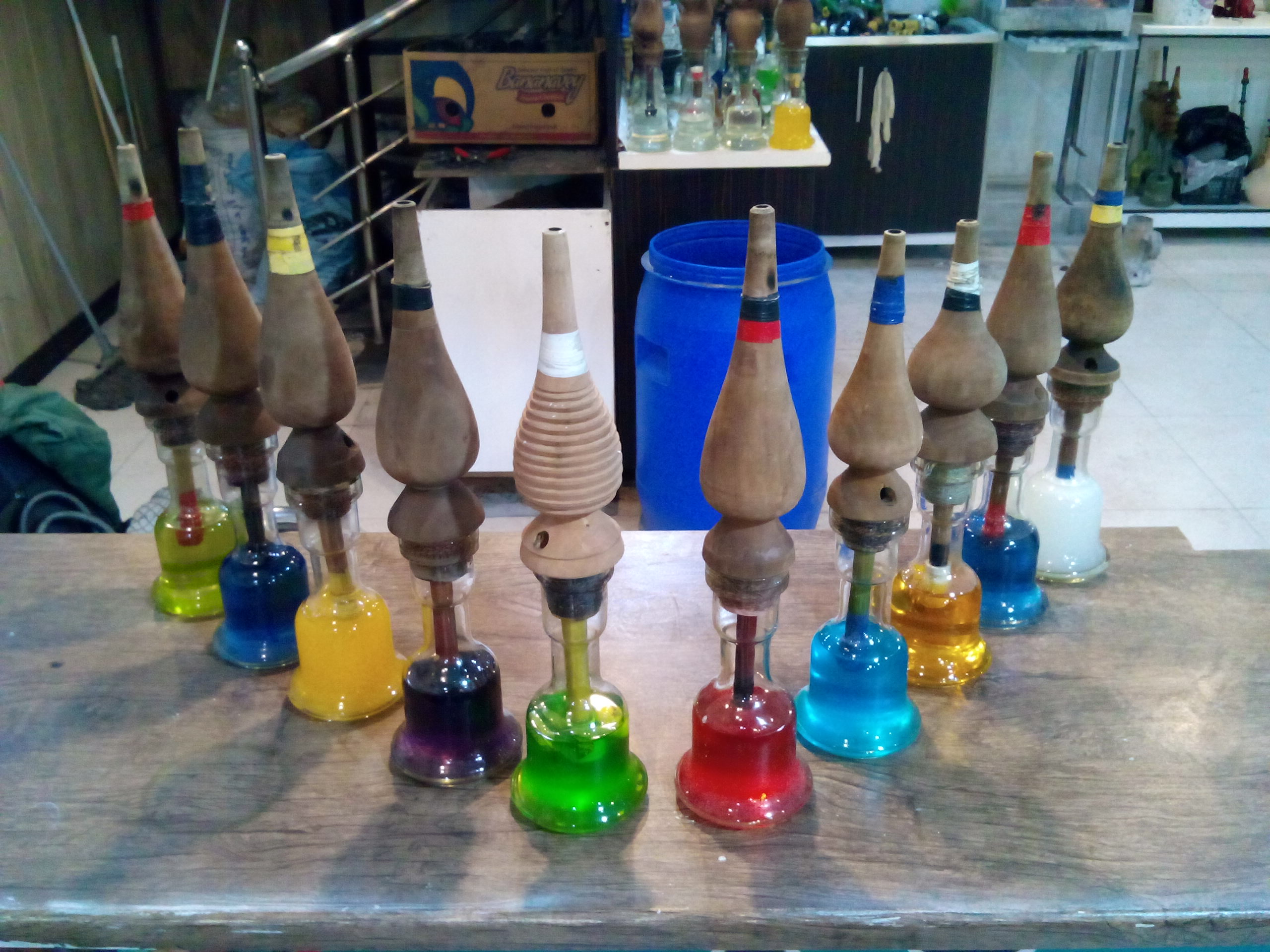
انواع قلیان

در ایران، انواع تنباکو مانند تنباکوی بنیاد، لنگه ای،گزیری،جاسکی،خوانسار، تنباکوی برازجان، کاشان، بوشهر و غیره دیده می‌شود که بیشتر آنها به نام شهرهایی است که تنباکو در آنجا کشت می‌شود. همچنین در دهه‌های اخیر تنباکو با طعم‌های میوه‌ای نیز به بازار عرضه می‌شود که به صورت صنعتی تولید می‌شوند. طبق بررسی‌های به عمل آمده قلیان اگر با تنباکوهای میوه‌ای (توتون‌هایی که به روش شیمیایی به عمل آمده و دود آن بوی میوه می‌دهد) به عمل آمده باشد خطرناک و ضرر آن از ضرر سیگار بیشتر است. چون دودی که وارد ریه می‌شود دودی است که محصول مواد شیمیایی می‌باشد.

### تنباکوی میوه‌ای
تنباکوی میوه‌ای نیز چند سالی است که به دست اعراب تولید شده‌اند و با انواع اسانس و طعم‌های گونا گون در دسترس همگان است؛ حتی در کشورهای دیگر. البته، به گفته پزشکان این نوع تنباکو از بدترین نوع برگ توتون تهیه شده که در کارخانه‌ها معمولاً دور ریز تولیدات آن‌ها است، ولی به واسطه مواد شیمیایی معطر و بسته‌بندی‌های پُر زرق و برق آن‌ها را با نام تنباکوی میوه‌ای در ایران و نام عربی معسل در کشورهای عربی به فروش می‌رسانند. استعمال قلیان میوه‌ای در برخی شهرها و کشورهای اروپایی و آمریکایی همه گیر شده و خیلی از جوانان قلیان میوه‌ای را به عنوان تفریح انتخاب کرده و ساعتی را در کافی شاپ یا (Hookah Lounge) برای سرو قلیان اختصاص می‌دهند.

## کاربرد قلیان در طب سنتی
یکی از روش‌های درمانی که کاربرد زیادی در طبّ جامع ایران داشته‌است، هدایت دارو به موضعی است که درد و بیماری در آن جا ریشه دوانده‌است. از جمله وسایلی که می‌توان از طریق آن چنین شیوه درمانی را پیاده‌سازی کرد، قلیان و چُپُق بوده‌است؛ مثلاً، برای از بین بردن عفونت که باید مرزنگوش به آن ناحیه برسد، آن را به شکل تنباکو خیس می‌کنند. فردی که طبیعت ریه اش به گرمی و خشکی می‌خورد، مرزنگوش را با قلیان می‌کشید. هم چنین، عرقیات گیاهان دارویی مانند نعنا، اکالیپتوس یا بادرنجبویه را می‌توان گرم کرد و در جام ریخت. از قطعات شنگرف در حقه برای درمان عفونت ریوی و عفونت سینوزیت می‌توان بهره برد. بهترین گیاه برای این 
زنیان رومی هست

## اثرات قلیان بر بدن
مصرف قلیان با تنباکوی میوه ای برخلاف قلیان با تنباکوی طبیعی و سنتی، برای سلامتی انسان بسیار مضر است به طوری‌که عوارض یک کام قلیان با مصرف چندین نخ سیگار برابری می‌کند. قلیان با تنباکوی میوه ای دارای ماده ای به نام گلیسیرین است و دود حاصل از سوختن تنباکو و گلیسیرین، آسیبهای فراوانی را به ریه افراد وارد می‌کند. تنباکوی میوه ای دارای هزاران ماده شیمیایی خطرناک و سرطان زا است.

## قلیان در کشورها

### قلیان در ایران

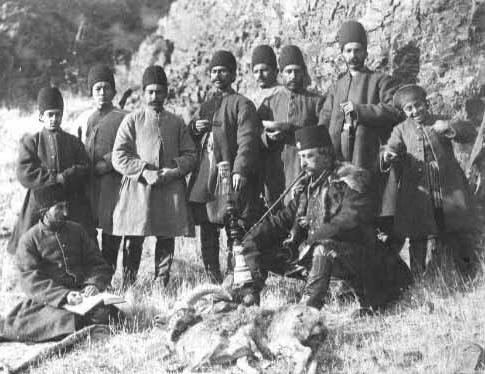
ناصرالدین شاه در حال کشیدن قلیان

به گزارش فرارو، گرایش مردم ایران به قهوه‌خانه‌ها مدتی است بیشتر شده‌است و ۳۷ درصد زنان ایرانی حداقل یکبار مصرف قلیان را تجربه کرده‌اند، کشیدن قلیان در سفره خانه‌های سنتی برای زنان ایرانی نیز مجاز است و روزانه تعداد زیادی از زنان قلیان مصرف می‌کنند که این تعداد روز به روز در حال افزایش است.
بنابر گزارش ایسنا در سال ۱۳۹۱، امروزه، هزینهٔ ماهیانهٔ سرانهٔ مصرف قلیان در ایران حدود ۲۱۵ میلیارد تومان است.

### قلیان در مالزی
کمیتهٔ فتوای شورای ملی امور اسلامی کشور مالزی پس از بحث و بررسی‌های فراوان در تیر ۱۳۹۲ اعلام کرد که استفاده از قلیان برای مسلمانان حرام است.
عبدال شوکور حسین، رئیس این کمیته گفته:
پس از شنیدن نظرات متخصصان و کارشناسان وزارت بهداشت و بررسی شواهد علمی و پزشکی در داخل و خارج از کشور در خصوص مضرات قلیان، کمیته تصمیم گرفت تا قلیان را برای مسلمانان ممنوع کند. وی توضیح داد که استفاده از قلیان می‌تواند بر روی سلامتی فرد، رشد اقتصاد ملی و همچنین شکل‌گیری نسل‌های بعدی تأثیرات مخربی داشته باشد.

## نگارخانه

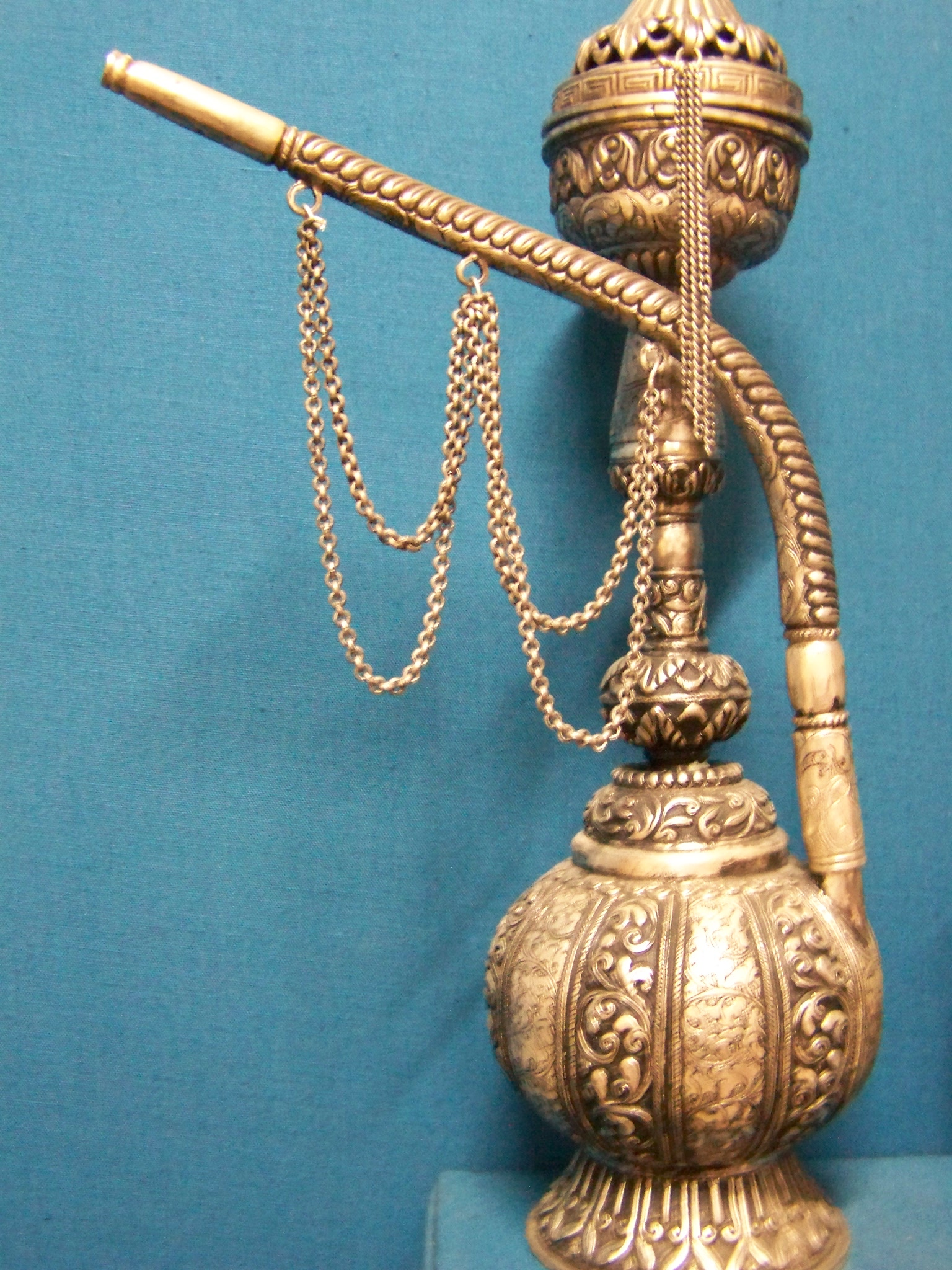
قلیان هندی
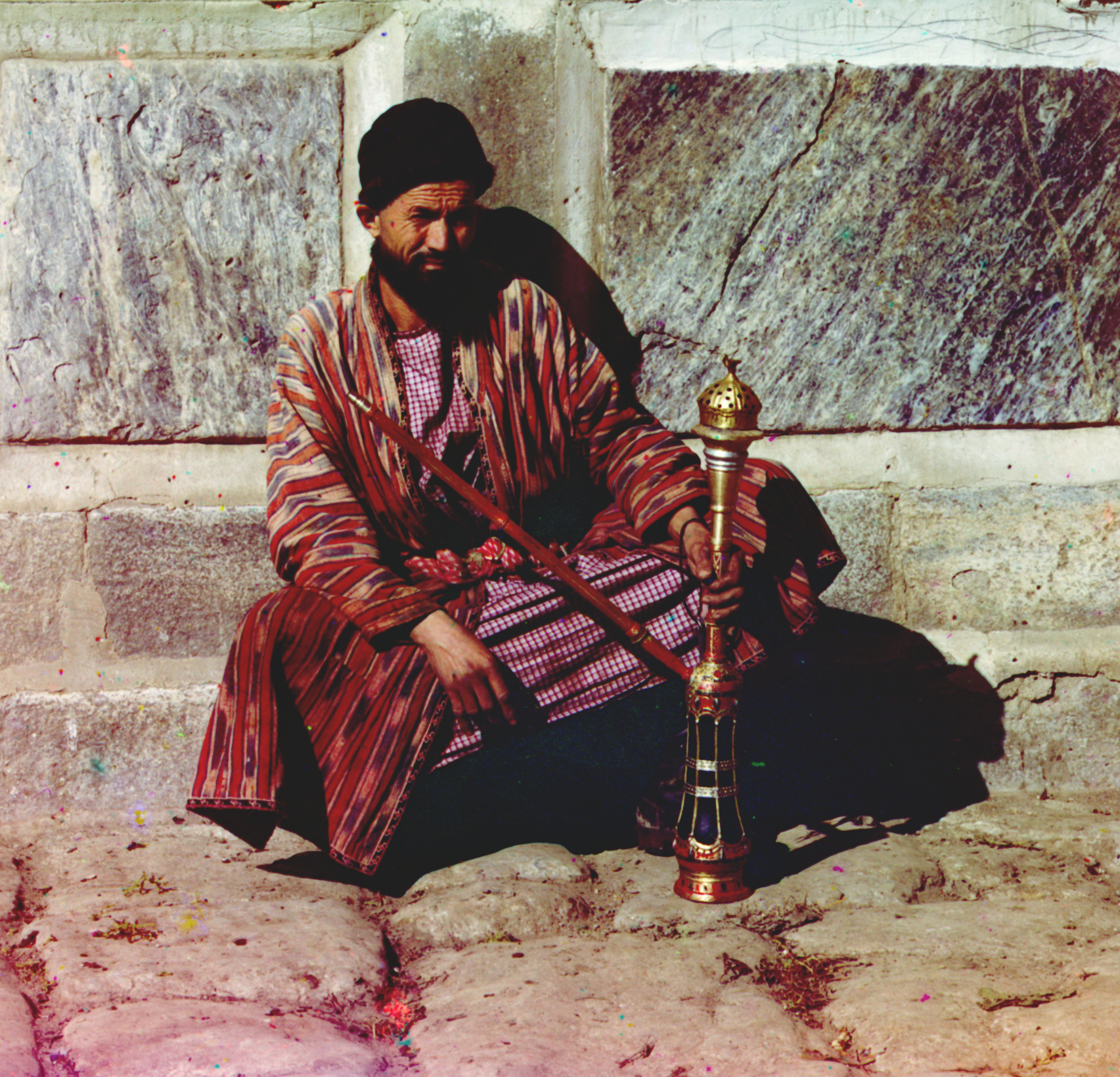
مردی نشسته با قلیان. گرفته شده بین سال‌های ۱۹۰۵ تا ۱۹۱۵
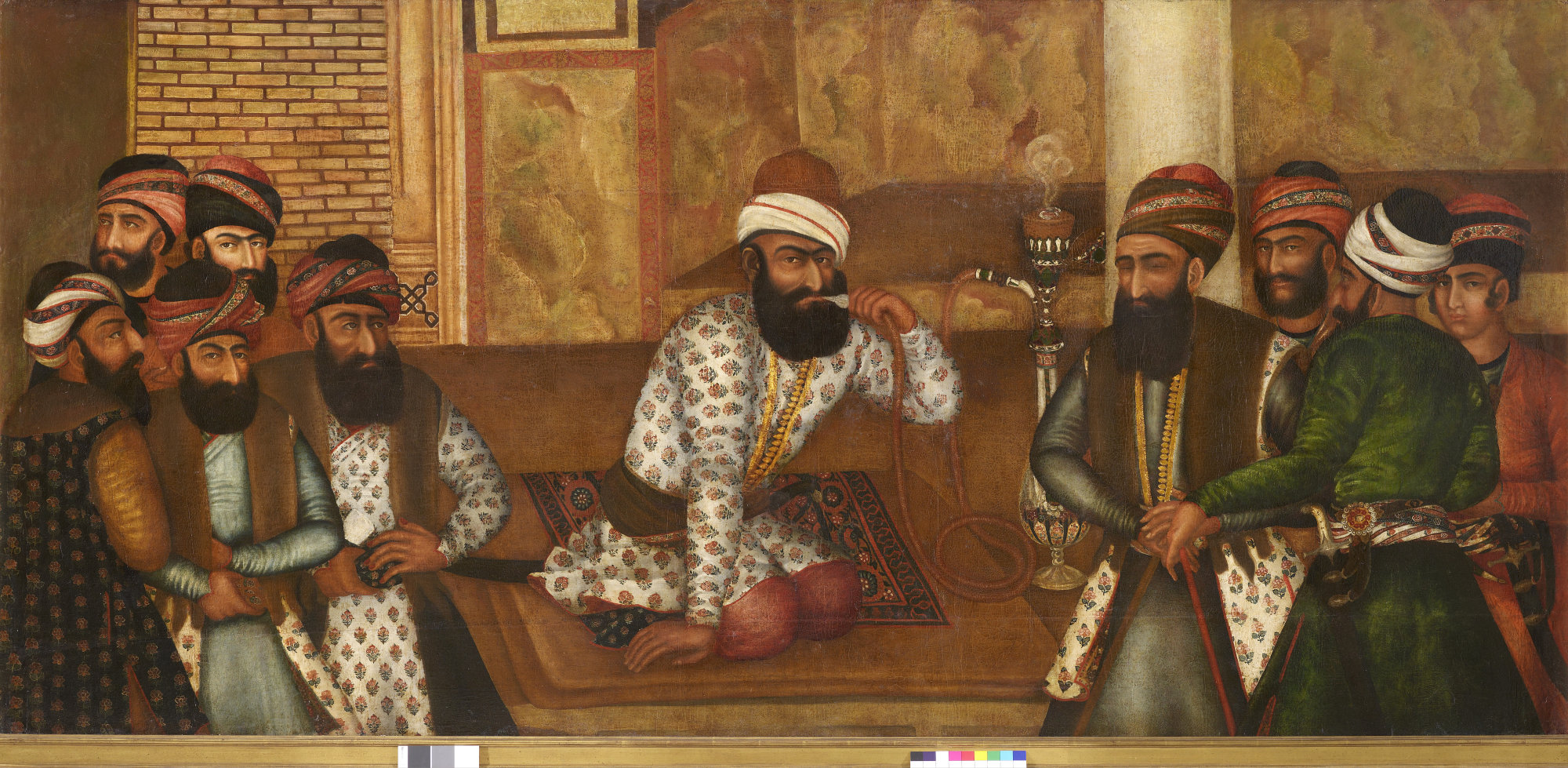
کریم‌خان زند در حال کشیدن قلیان
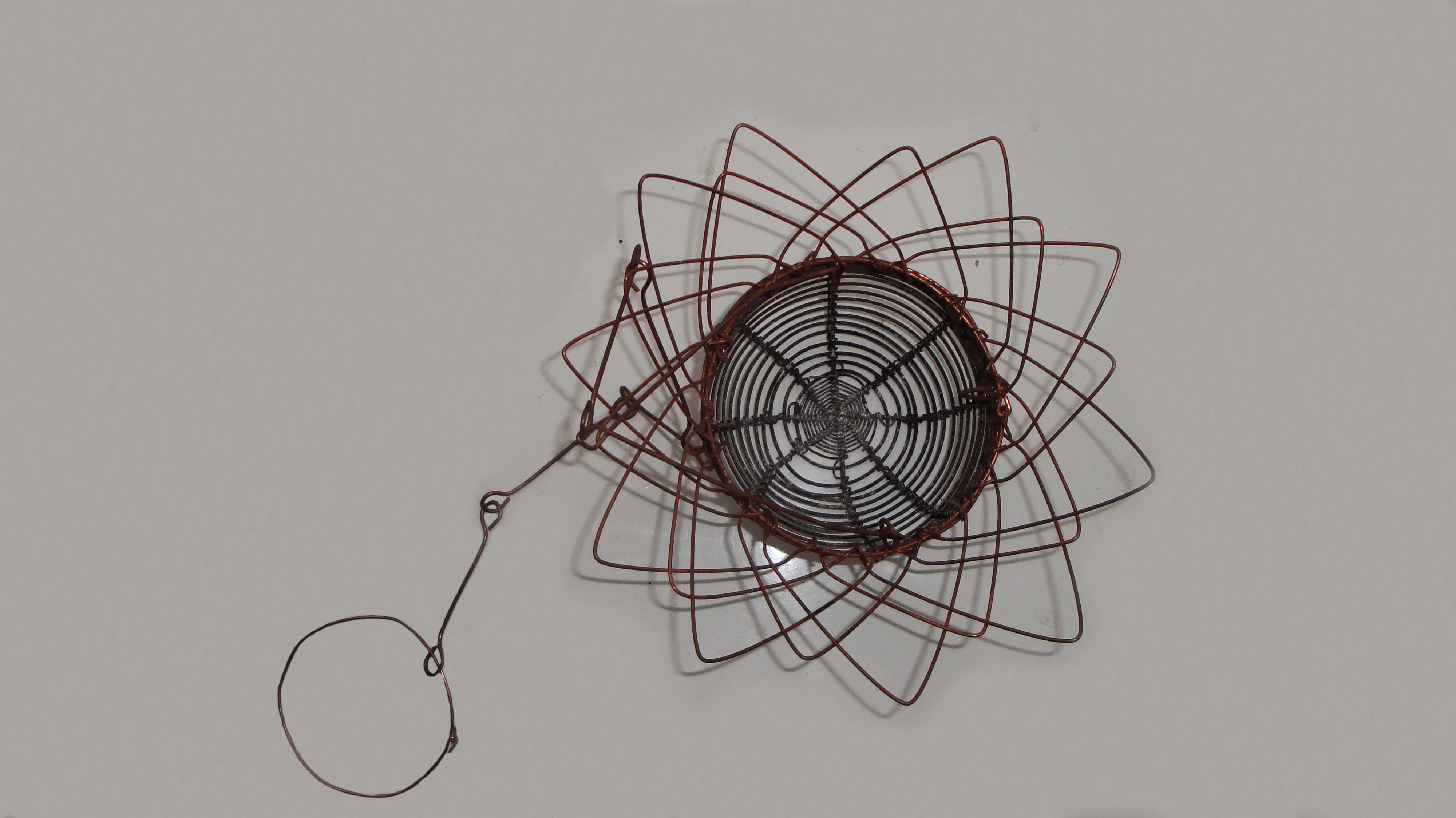
آتش‌گردان قلیان